# Дордфасил
«Дордфасил» (азерб. Dörd fəsil) — азербайджанские ковры, относящиеся к тебризскому типу. Основным центром производства ковров «Дордфасил» был Тебриз. Другие ковроткацкие пункты, вдохновлённые тебризской школой ковроделия и искусства, тоже ткали эти ковры и под этим же названием. Ковёр «Дордфасил» XIX века хранится в Национальном музее искусств Азербайджана в Баку. Копия этого ковра, изготовленная Лятифом Керимовым хранится в Музее азербайджанского ковра и декоративно-прикладного искусства в Баку.

## Художественный анализ
Композиция серединного поля данных ковров, которые ткались по особым заказам, в очень редких случаях делится на 4 части. Каждая из них отображает сцену быта соответствующего времени года. Для декоративного убранства характерно также изображение на них исторических архитектурных памятников, портретов, знаменитых мыслителей и поэтов. Характерными для данного ковра сюжетами являются сцены чисто религиозного характера «Адам и Ева в раю», «Жертвоприношение», сюжеты лирического содержания («Лейли и Меджнун», «Фархад и Ширин») и даже сцены на темы рубаи Омара Хайяма. В серединном поле или в бордюрной полосе некоторых ковров изображаются также «медаинские руины», «Тахти Джемшид», находящаяся в Тебризе Зелёная Мечеть, Солтанийе и другие архитектурные памятники.
Бордюр ковров такой композиции обычно украшается линиями «михи». Искусствовед Лятиф Керимов полагал, что композиция «Дордфасил», получившая широкое развитие в XV—XVI веках в Тебризе, а затем распространилась на близлежащие ковроткацкие пункты, связана с числом четыре, которое имело религиозно-мистический или символический характер.

## Технические особенности
Ковры «Дордфасил» имеют большие размеры. Для того чтобы сделать изображение на ковре более чётким, их ткут с большой плотностью узлов. Обычно эти ковры изготовляются по особому заказу и выполняются очень искусными мастерами.